# Tuffi ai campionati mondiali di nuoto 2017 - Piattaforma 10 metri sincro femminile
La gara dei tuffi dalla piattaforma 10 metri sincro femminile dei campionati mondiali di nuoto 2017 è stata disputata il 16 luglio presso la Duna Aréna di Budapest. La gara, alla quale hanno preso parte 16 coppie di atlete provenienti da altrettante nazioni, si è svolta in due turni, in ognuno dei quali le coppie hanno eseguito una serie di cinque tuffi.
La competizione è stata vinta dalla coppia cinese Ren Qian e Si Yajie, mentre l'argento e il bronzo sono andati alla coppia nordcoreana Kim Mi-rae e Kim Kuk-hyang e a quella malese Cheong Jun Hoong e Pandelela Rinong.

## Programma
| Data           | Ora (UTC+2) | Turno       |
| -------------- | ----------- | ----------- |
| 16 luglio 2017 | 10:00       | Preliminari |
| 16 luglio 2017 | 18:30       | Finale      |

## Risultati

### Preliminari
| Pos. | Nazione        | Atlete                            | Tot.   | T1    | T2    | T3    | T4    | T5    | Ord. | Note |
| ---- | -------------- | --------------------------------- | ------ | ----- | ----- | ----- | ----- | ----- | ---- | ---- |
| 1    | Cina           | Ren Qian Si Yajie                 | 334,32 | 51,60 | 50,40 | 72,00 | 81,60 | 78,82 | 2    | Q    |
| 2    | Corea del Nord | Kim Mi-rae Kim Kuk-hyang          | 325,62 | 45,00 | 46,80 | 78,30 | 79,68 | 75,84 | 14   | Q    |
| 3    | Australia      | Taneka Kovchenko Melissa Wu       | 311,16 | 48,60 | 47,40 | 70,20 | 71,04 | 73,92 | 5    | Q    |
| 4    | Malaysia       | Cheong Jun Hoong Pandelela Rinong | 309,66 | 51,00 | 52,80 | 65,70 | 76,80 | 63,36 | 7    | Q    |
| 5    | Stati Uniti    | Tarrin Gilliland Jessica Parratto | 293,70 | 43,20 | 42,00 | 69,30 | 69,12 | 70,08 | 9    | Q    |
| 6    | Canada         | Meaghan Benfeito Caeli McKay      | 293,22 | 46,80 | 47,40 | 67,50 | 58,56 | 72,96 | 4    | Q    |
| 7    | Russia         | Valeriia Belova Julija Timošinina | 290,04 | 46,80 | 46,80 | 63,00 | 60,48 | 72,96 | 8    | Q    |
| 8    | Messico        | Gabriela Agúndez Samantha Jiménez | 284,46 | 43,80 | 44,40 | 65,70 | 63,36 | 67,20 | 6    | Q    |
| 9    | Gran Bretagna  | Tonia Couch Lois Toulson          | 283,68 | 48,00 | 46,80 | 61,20 | 59,52 | 68.16 | 13   | Q    |
| 10   | Giappone       | Matsuri Arai Nana Sasaki          | 280,44 | 50,40 | 48,60 | 67,20 | 45,36 | 68,88 | 1    | Q    |
| 11   | Ucraina        | Valeriia Liulko Sofiia Lyskun     | 275,10 | 46,20 | 45,00 | 60,48 | 62,10 | 61,32 | 16   | Q    |
| 12   | Italia         | Noemi Batki Chiara Pellacani      | 262,50 | 45,00 | 45,60 | 60,30 | 52,08 | 59,52 | 12   | Q    |
| 13   | Paesi Bassi    | Inge Jansen Celine van Duijn      | 262,32 | 45,00 | 42,00 | 57,12 | 55,80 | 62,40 | 3    |      |
| 14   | Corea del Sud  | Cho Eun-bi Kim Su-ji              | 261,42 | 43,80 | 42,00 | 62,16 | 63,00 | 50,46 | 11   |      |
| 15   | Germania       | Christina Wassen Elena Wassen     | 257,94 | 47,40 | 48,60 | 63,00 | 36,54 | 62,40 | 10   |      |
| 16   | Colombia       | Carolina Murillo Daniela Zapata   | 242,64 | 42,60 | 43,20 | 55,80 | 38,40 | 62,64 | 15   |      |

### Finale
| Pos. | Nazione        | Atlete                            | Tot.   | T1    | T2    | T3    | T4    | T5    | Ord. |
| ---- | -------------- | --------------------------------- | ------ | ----- | ----- | ----- | ----- | ----- | ---- |
| 1    | Cina           | Ren Qian Si Yajie                 | 352,56 | 53,40 | 52,80 | 77,40 | 85,44 | 83,52 | 12   |
| 2    | Corea del Nord | Kim Mi-rae Kim Kuk-hyang          | 336,48 | 50,40 | 50,40 | 79,20 | 75,84 | 80,64 | 11   |
| 3    | Malaysia       | Cheong Jun Hoong Pandelela Rinong | 328,74 | 53,40 | 53,40 | 69,30 | 75,84 | 76,80 | 9    |
| 4    | Canada         | Meaghan Benfeito Caeli McKay      | 315,78 | 49,80 | 48,00 | 71,10 | 70,08 | 76,80 | 7    |
| 5    | Australia      | Taneka Kovchenko Melissa Wu       | 308,10 | 49,80 | 50,40 | 63,90 | 69,12 | 74,88 | 10   |
| 6    | Stati Uniti    | Tarrin Gilliland Jessica Parratto | 306,96 | 49,80 | 46,80 | 70,20 | 72,96 | 67,20 | 8    |
| 7    | Gran Bretagna  | Tonia Couch Lois Toulson          | 300,48 | 47,40 | 47,40 | 68,40 | 64,32 | 72,96 | 4    |
| 8    | Russia         | Valeriia Belova Julija Timošinina | 291,96 | 47,40 | 51,00 | 63,00 | 62,40 | 68,16 | 6    |
| 9    | Messico        | Gabriela Agúndez Samantha Jiménez | 290,58 | 44,40 | 45,60 | 58,50 | 71,04 | 71,04 | 5    |
| 10   | Giappone       | Matsuri Arai Nana Sasaki          | 283,32 | 50,40 | 49,80 | 66,36 | 52,08 | 64,68 | 3    |
| 11   | Italia         | Noemi Batki Chiara Pellacani      | 269,16 | 48,60 | 43,80 | 64,80 | 56,28 | 55,68 | 1    |
| 12   | Ucraina        | Valeriia Liulko Sofiia Lyskun     | 265,20 | 49,20 | 48,60 | 53,76 | 66,60 | 47,04 | 2    |